# NGC 2619
NGC 2619 è una vasta galassia a spirale barrata situata nella costellazione del Cancro, a una distanza di circa 178 milioni di anni luce dalla nostra Via Lattea.

## Scoperta
La galassia è stata scoperta il 12 marzo 1785 dall'astronomo britannico di origine tedesca William Herschel.

## Descrizione
NGC 2619 ha una classe di luminosità II-III e presenta una larga riga a 21 cm dell'idrogeno neutro.
NGC 2619 è una galassia di campo, cioè una galassia che non appartiene ad alcun ammasso o gruppo di galassie ed è quindi gravitazionalmente isolata. Secondo il database SIMBAD, NGC 2619 è una galassia attiva del tipo Seyfert 2.
NASA/IPAC classifica NGC 2619 come galassia a spirale ordinaria (Sbc), mentre le riprese effettuate nel corso dell'indagine SDSS mostrano chiaramente la presenza della barra centrale.